# حمله ازبک‌ها به خراسان (۱۵۷۸)
حمله ازبک‌ها به خراسان در سال ۱۵۷۸ میلادی به فرماندهی جلال‌خان ازبک صورت گرفت. شاه طهماسب یکم با جلال‌خان ازبک (والی مرو) شرط کرده بودند که در ازای دریافت ۳۰۰ تومان در سال، از تاراج رعایا و صحرانشینان خراسان و لشکرکشی به آن حدود خودداری کند. پس از مرگ شاه طهماسب چون این مبلغ پرداخت نشد، جلال‌خان ازبک به خراسان حمله کرد ولی از قوای مرتضی قلی‌خان پرناک ترکمان شکست خورد. مرتضی قلی‌خان پرناک ترکمان سرش را در انظار عموم در مشهد، بر بالای مناره‌ای گذاشت.
پس از مرگ شاه تهماسب اول در دوران کوتاه پادشاهی شاه اسماعیل دوم به دلیل بی‌لیاقتی این پادشاه، هرج و مرج سراسر ایران را فرا گرفته بود. در آغاز پادشاهی شاه محمد خدابنده جلال خان پسر دین محمد خان با سپاه بزرگی از نساوابیورد به قصد غارت و تخریب خراسان حرکت می‌کند و بدون دیدن هیچ گونه مقاومتی به حدود مشهد می‌رسد. سپس جلال خان که پایمردی هیچ قزلباشی را در برابرش نمی‌دید تا شهر جام (تربت جام) پیش رفت و آنجا را نیز به تاراج برد مرتضی‌قلی خان پرناک ترکمان در این فاصله سپاهی جمع‌آوری می‌کند. مرتضی قلی خان به سمت ازبک‌ها هجوم برده و آنها را شکست می‌دهد و جلال خان را اعدام می‌کند.

## نبرد
جلال خان ازبک، با شش یا هفت هزار ازبک از قبیله نایمان، از نواحی نسا و ابیورد وارد خراسان شد و به سمت مشهد حرکت کرد تا غارت و چپاول کند. امرای محلی به تنهایی قدرت مقابله با او را نداشتند، بنابراین به دژهای خود پناه بردند و منتظر بودند تا یکی از بگِلر بگ‌ها (فرماندهان ایالتی) دفاعی سازماندهی کند تا آن‌گاه به میدان بیایند. پس از غارت مشهد، جلال خان به سمت جَام حرکت کرد و پس از غارت آن ناحیه نیز، برنامه داشت که از مسیر سرخس بازگشته و احشام دزدیده شده را با خود بیاورد. مرتضی‌قلی خان پرناک ترکمان، بگِلر بگ مشهد، پیام‌هایی به امرای تحت فرمانش فرستاد و آن‌ها را به نبرد فراخواند. با علم به اینکه هدف جلال خان تصرف سرزمین نبود، بلکه غارت بود و او در حال بازگشت بود، مرتضی‌قلی خان پرناک ترکمان برای دریافت تقویت‌ها منتظر نماند. بلکه با نیروهای خود و یک گروه از قورچی‌ها از مشهد حرکت کرد. زمانی که به جَام رسید، با تعدادی از امرای دیگر و نیروهای محلی، در مجموع حدود سه هزار نفر به او پیوستند.